# Marmosa de Jansa
La marmosa de Jansa (Marmosa jansae) és una espècie d'opòssum de la família dels didèlfids. Viu a les planes amazòniques del sud-est de Colòmbia, l'est de l'Equador i el nord-est del Perú. El seu hàbitat natural són les selves pluvials de plana. Té una llargada de cap a gropa de 149-177 mm, cua de 209-237 mm i un pes de 56-103 g. Les femelles són aproximadament igual de grosses que els mascles, però pesen basant menys. Fou anomenada en honor de Sharon A. Jansa.